# Josh Clarke (Fußballspieler)
Joshua „Josh“ Samuel Clarke (* 28. Juli 2004 in London) ist ein nordirisch-schwedischer Fußballspieler, der bei Celtic Glasgow unter Vertrag steht und an Partick Thistle verliehen ist.

## Frühe Lebensjahre
Josh Clarke wurde in der britischen Hauptstadt London als Sohn einer schwedischen Mutter geboren und besitzt daher beide Staatsbürgerschaften. Clarke spielte in seiner Kinder- und Jugendzeit nicht nur Fußball, sondern war auch in der Eliteakademie des professionellen Rugbyclubs Harlequins aktiv, und vertrat auch Surrey County im Cricket.

## Karriere

### Vereinskarriere
Clarke wuchs in der Nähe des Cobham Training Centre des Londoner Premier-League-Klubs FC Chelsea auf und trat im Jahr 2011 der Jugendakademie des Vereins bei. Nachdem er Chelsea vor der Saison 2020/21 verlassen hatte, wechselte er im Juli 2020 zum AFC Bournemouth. Während seiner Zeit im Verein trainierte er auch mit der ersten Mannschaft und war einmal Ersatztorhüter im Profikader für ein FA-Cup-Spiel gegen Oldham Athletic im Januar 2021.
Am 8. April 2022 gab der nordirische Verein Glenavon FC die Verpflichtung von Clarke bekannt. Sein Debüt gab er einen Tag nach seiner Verpflichtung in einem Ligaspiel gegen Ballymena United. Beim 3:1-Sieg parierte Clarke einen Elfmeter. Anschließend bestritt er fünf weitere Einsätze.
Im August 2022 wechselte Clarke mit einem Zweijahresvertrag zu Celtic Glasgow und wurde der B-Mannschaft in der Lowland League zugeteilt.
Im August 2023 wurde Clarke an den schottischen Zweitligisten Airdrieonians FC per Notleihe verliehen, nachdem der Stammtorhüter Josh Rae und sein Ersatz David Hutton ausgefallen waren. Clarke stand für Airdrieonians einmal im Tor, bei einer 1:2-Niederlage gegen Dunfermline Athletic, bevor er zu Celtic zurückkehrte.
Ab Februar 2024 war Clarke bis Saisonende als Leihspieler für Ayr United in der zweiten schottischen Liga aktiv und absolvierte 13 Ligaspiele. Im Februar 2025 erfolgte eine erneute Leihe zu Ayr United.

### Nationalmannschaft
Josh Clarke ist berechtigt für England, Schweden, Nordirland und die Republik Irland auf internationaler Ebene zu spielen. Im Jahr 2019 spielte er für die schwedische U15-Auswahl in zwei Freundschaftsspielen gegen Norwegen und Finnland. Im August 2021 spielte er für die U18 der Republik Irland beim 0:0-Unentschieden gegen Ungarn.
Ab September 2021 spielte Clarke in der U19 von Nordirland, nach seinem Debüt gegen die Färöer. Im März 2022 wurde Clarke im Alter von siebzehn Jahren zum ersten Mal in die nordirische A-Nationalmannschaft berufen, blieb aber auf der Bank, als Nordirland Luxemburg in einem Freundschaftsspiel mit 3:1 besiegte. Im Mai desselben Jahres wurde er vor den Spielen der UEFA Nations League im darauffolgenden Monat gegen Griechenland, Zypern und den Kosovo erneut berufen, kam aber erneut nicht zum Einsatz. 2023 debütierte Clarke in Nordirlands U21.